# Rosliakovo
Rosliakovo (en rus Росляково) és un possiólok de l'óblast de Múrmansk, a Rússia.

## Geografia
Rosliakovo es troba a la badia de Kola, a 6 km a l'oest de Severomorsk.